# Бабарыка, Александр Валерьевич
Александр Валерьевич Бабарыка (род. 22 мая 1984) — украинский легкоатлет, специалист по бегу на длинные дистанции и марафону. Выступает на профессиональном уровне с 2006 года, победитель и призёр ряда крупных стартов на шоссе, участник чемпионата мира в Пекине.

## Биография
Александр Бабарыка родился 22 мая 1984 года. Проживал в Новомосковске и Днепропетровске.
Начал заниматься спортом в возрасте 13 лет, первое время пробовал себя в футболе, затем перешёл в лёгкую атлетику.
Начиная с 2006 года регулярно принимал участие в различных шоссейных забегах в Европе.
В 2012 году дебютировал на марафонской дистанции и сразу же стал победителем Утрехтского марафона (2:19:10). Также в этом сезоне участвовал в чемпионате Украины по марафону в Белой Церкви, где с результатом 2:18:16 финишировал четвёртым.
В 2013 году был третьим на Братиславском марафоне (2:20:20) и шестым на Белоцерковском марафоне (2:19:45).
В 2015 году с личным рекордом 2:14:39 стал шестым на марафоне в Дембно. Благодаря этому удачному выступлению вошёл в основной состав украинской национальной сборной и удостоился права защищать честь страны на чемпионате мира в Пекине — стартовал в программе марафона, но в конечном счёте сошёл с дистанции и не показал никакого результата. Помимо этого, финишировал пятым на марафоне в Каннах (2:14:42).
В 2016 году был шестым на Тайбэйском марафоне (2:18:36) и третьим на Гутенбергском марафоне в Майнце (2:25:42).
В 2017 году занял восьмое место на марафоне в Сантьяго (2:21:32) и пятое место на марафоне в Софии (2:20:58)
В 2019 году добавил в послужной список победу на Киевском марафоне (2:28:57).
Его старший брат Иван Бабарыка — так же добился больших успехов в беге на длинные дистанции и марафоне.